# APEC Philippines 2015

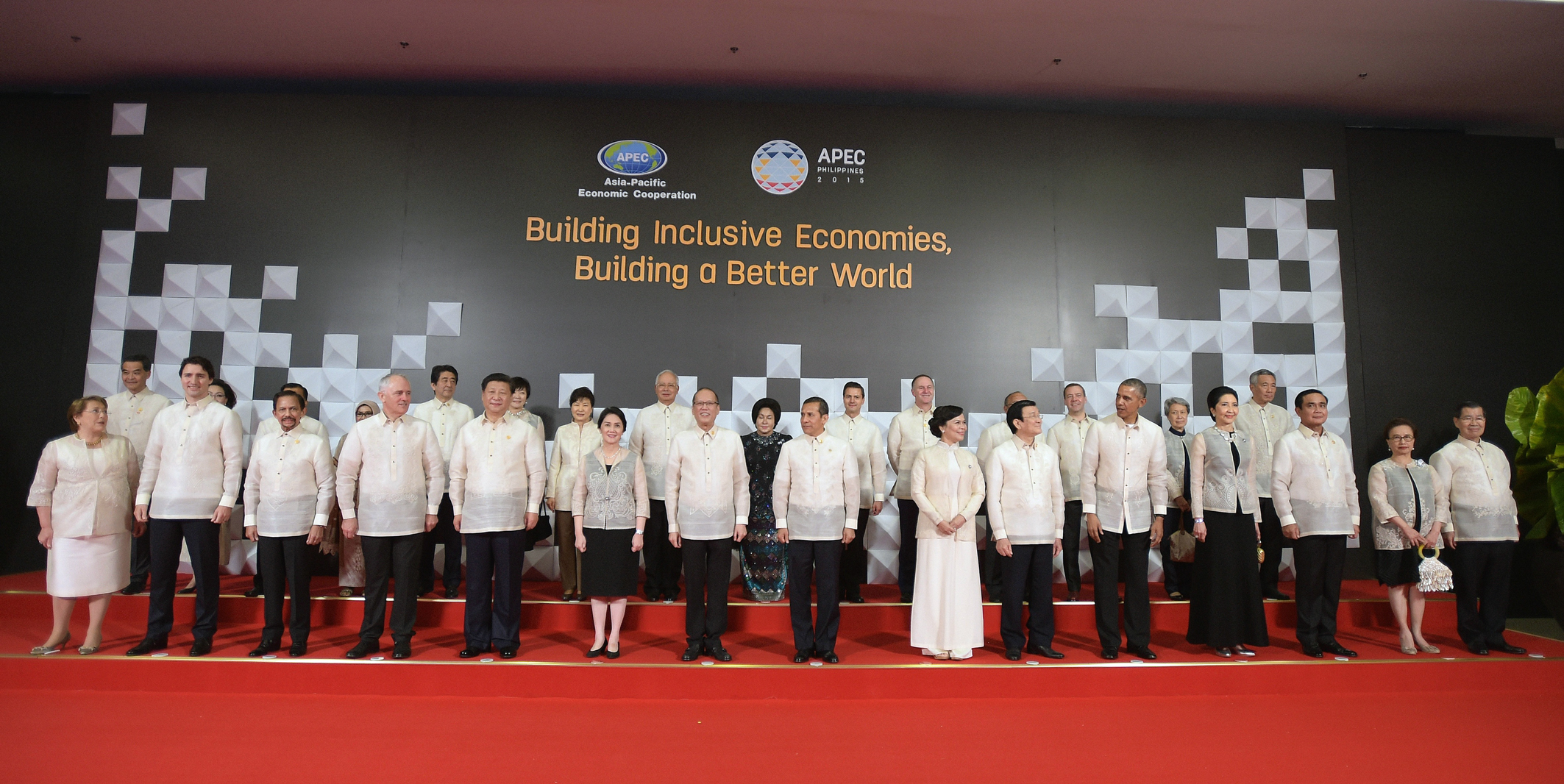
Lãnh đạo các nền kinh tế APEC trong trang phục quốc gia bên lề Hội nghị các nhà lãnh đạo kinh tế APEC 2015

APEC Philippines 2015 là loạt hội nghị trong khuôn khổ Diễn đàn Hợp tác Kinh tế Châu Á - Thái Bình Dương (APEC) diễn ra từ đầu tháng 12 năm 2014 đến tháng 11 năm 2015 tổ chức tại Philippines. Đỉnh điểm của sự kiện này là Hội nghị các nhà lãnh đạo kinh tế APEC (tiếng Anh: APEC Economic Leaders' Meeting) diễn ra trong hai ngày 18 và 19 tháng 11 ở Manila. Đây là lần thứ hai Philippines đăng cai hội nghị này kể từ lần đầu tiên năm 1996.

## Biểu trưng
Tháng 8 năm 2014, Ban tổ chức APEC Quốc gia 2015 chính thức tuyển chọn chủ đề hội nghị từ 5 đề cử từ các ban ngành trong Chính phủ. Chủ đề được chọn có nội dung: "Xây dựng các nền kinh tế toàn duyệt, hướng tới một thế giới tốt đẹp hơn" (tiếng Anh: Building Inclusive Economies, Building a Better World). Trong khi mô hình tăng trưởng hiện thời ở một số nền kinh tế chưa thật sự bền vững thì việc tìm kiếm môi trường và động lực tăng trưởng mới cho các nền kinh tế APEC là một hành động hết sức cần thiết. Vì thế có thể nói nước chủ nhà đã đặt đúng trọng tâm và ưu tiên hợp tác cho toàn bộ chương trình nghị sự 2015.

## Chuẩn bị
Để chuẩn bị cho Hội nghị APEC, Tổng thống Philippines đã ban hành Nghị quyết số 36 năm 2012 thành lập Hội đồng Tổ chức Quốc gia APEC 2015. Hội đồng do Bộ trưởng Hành pháp Paquito Ochoa, Jr. làm chủ tịch, phó chủ tịch là Bộ trưởng Ngoại giao cùng 17 thành viên là lãnh đạo nhiều bộ, ngành trong Nội các.
Ngày 1 tháng 12 năm 2014, Tổng thống Benigno Aquino III chủ trì Lễ khai mạc trọng thể năm APEC 2015 tại thành phố Makati, Vùng đô thị Manila. Trong diễn văn khai mạc, với tư cách lãnh đạo nền kinh tế đăng cai APEC, ông đã công bố việc xây dựng 'phát triển toàn diện' làm chủ đề xuyên suốt cho toàn bộ chương trình nghị sự trong năm mới.
Để phục vụ đăng cai Hội nghị Lãnh đạo các nền kinh tế Chính phủ Philippines đã chi ra khoảng 10 tỷ peso trong ngân sách để phục vụ công tác tổ chức.

### Hội nghị các nhà lãnh đạo kinh tế APEC
Để phục vụ cho Hội nghị các nhà lãnh đạo kinh tế APEC, Chính phủ Philippines yêu cầu các trường học đóng cửa trong bốn ngày (từ 17 đến 20 tháng 11 năm 2015) và các công sở trên toàn Vùng đô thị Manila đóng cửa trong hai ngày diễn ra hội nghị (18-19 tháng 11 năm 2015). Nhiều hoạt động kinh tế-xã hội, giải trí ở khu vực gần nơi diễn ra Hội nghị và Đại lộ Roxas dọc bờ vịnh cũng bị cấm như chèo thuyền, câu cá, bơi, chạy bộ.
Sau loạt tấn công khủng bố Paris xảy ra một ngày trước đó, tất cả lực lượng an ninh của nước này, bao gồm Quân đội Philippines (AFP) và Cảnh sát quốc gia Philippines (PNP) được lệnh cảnh giác cao độ. Các 30.000 cảnh sát và binh lính lục, hải và không quân, cùng nhiều máy bay, tàu chiến được triển khai tới nhiều khu vực không được tiết lộ tại Manila để bảo vệ các nhà lãnh đạo và các đại biểu tham gia hội nghị.

### Trang phục
Bộ y phục Barong Tagalog truyền thống được tái sử dụng làm y phục cho phiên chụp ảnh toàn thể của các lãnh đạo, nguyên thủ tới dự Tuần lễ cấp cao APEC.